# Florian Silbereisen
Florian Bernd Silbereisen, né le 4 août 1981 à Tiefenbach, est un présentateur de télévision et chanteur allemand qui se distingue dans le domaine du Schlager.

## Sa vie

### Débuts
Le premier instrument de musique qu'a appris Florian est l'accordéon. En 1991 il sort le titre Florian mit der Steirischen Harmonika (Florian et l'harmonica de Styrie). La même année Karl Moik le fit venir dans son Musikantenstadl. Parmi ses professeurs on compte entre autres le champion du monde d'accordéon de Styrie : Hermann Huber d'Ainring.
En 1992 Silbereisen obtient le Herbert-Roth-Preis du musicien soliste. Des représentations s'ensuivirent lors de rencontres entre musiciens. Le premier album Lustg samma fut publié en 1997. En 1998, le titre Der Bär ist los permit à Silbereisen de se qualifier pour la présélection du Grand Prix der Volksmusik.
Sa percée dans le milieu de la télévision se produisit finalement en 1999. Son apparition dans l'émission de Carmen Nebel lui permit d'être connu dans toute l'Allemagne. En 2002, la MDR l'engagea en tant qu'animateur de l'émission Mit Florian, Hut und Wanderstock. Pour finir il entreprit dans tournées, entre autres en compagnie de Stefanie Hertel et de Stefan Mross.

### Présent
Depuis le 7 février 2004, Florain succède à Carmen Nebel pour l'animation de l'émission Feste der Volksmusik sur la chaîne allemande Das Erste, une émission de variétés diffusée tous les samedis soirs. C'est ainsi qu'il devint à seulement 22 ans le plus jeune animateur d'Europe d'une émission du samedi soir. Il commença sa carrière d'acteur le 31 mai 2006 dans le film König der Herzen produit par l'ARD. Ses débuts dans la comédie musicale quant à eux commencèrent le 11 août 2006 dans Elisabeth.
Dans le cadre de l'émission ARD Das Adventsfest der Volksmusik diffusée le 2 décembre 2006 en mémoire de l'animateur Rudi Carrell décédé la même année, Florian reproduit son émission de divertissement adorée Am laufenden Band . Le journal hebdomadaire allemand Der Spiegel considère l'émission comme dépassée et fit ainsi l'objet de nombreuses critiques de la part des médias.
En 2015 il fonde le trio de variétés Klubbb3. Le premier album Vorsicht unzensiert! fut publié au début de 2016 et se plaça en 7e position du hit-parade allemande. Le premier découplage de single Du schaffst das schon a pu se hisser à la 66e place du hit-parade.

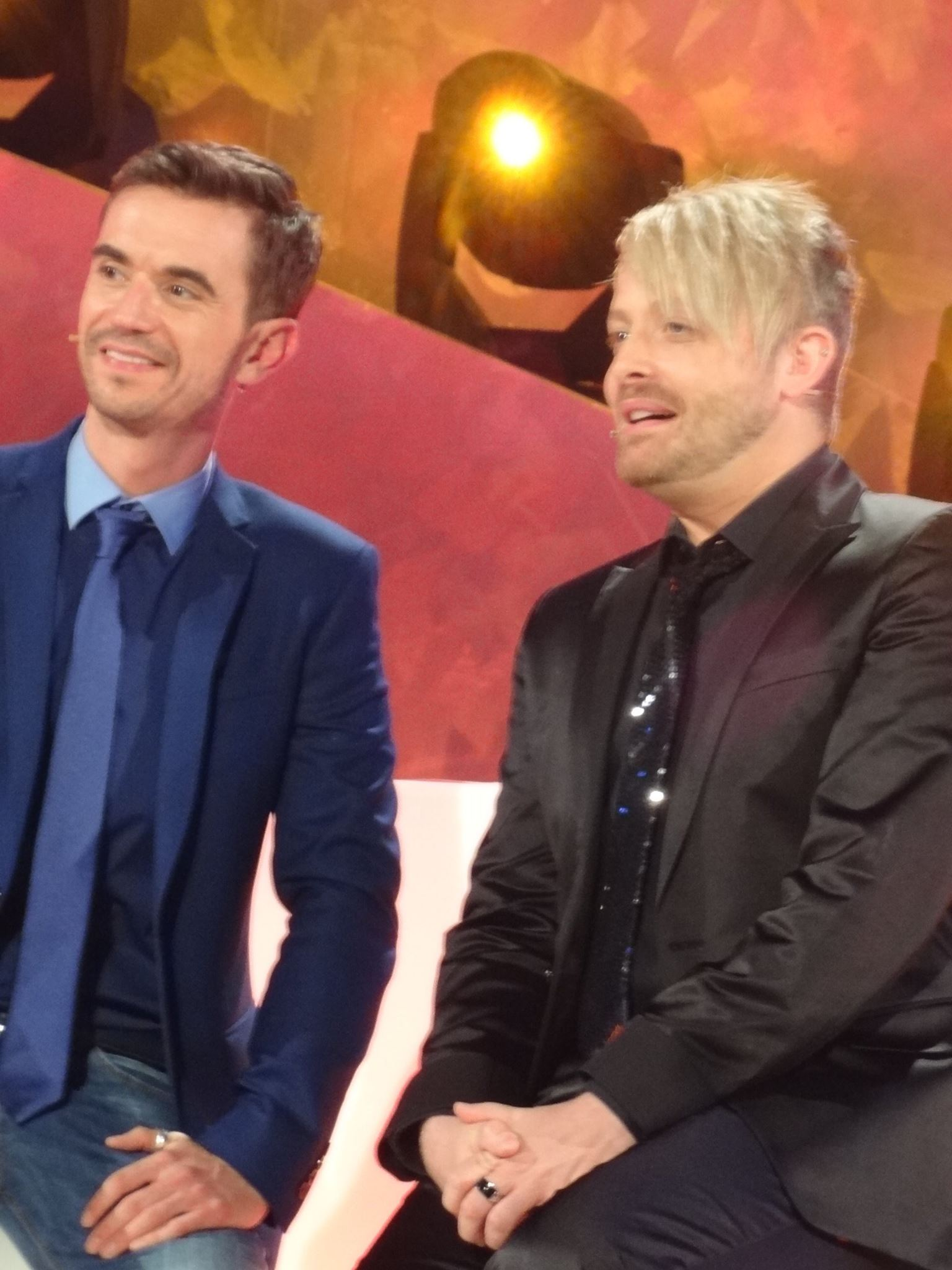
Florian Silbereisen et Ross Antony dans l'émission „Die Besten im Frühling“ (2015) présentée par Florian Silbereisen.

En juillet 2016, il présenta pour la première fois en tant que successeur de Bernhard Brink l'émission Die Schlager des Sommers.
Florian présente l'émission Feste der Volksmusik, une émission de schlager allemande diffusée sur l'ARD depuis février 2004.
En février 2017 il était membre du jury de la présélection allemande Unser Song 2017.
En 2006, il enregistre Goodbye my love, un duo avec Mireille Mathieu. Cette chanson est une reprise d'un titre du même nom enregistré à la base en 1984 par Mireille Mathieu et Peter Alexander.
En 2020, il remplace le chanteur allemand Xavier Naidoo dans l’émission musicale Deutschland sucht den SuperStar, à la fin de la saison en compagnie du musicien allemand Dieter Bohlen, du chanteur allemand Pietro Lombardi et de la danseuse roumano-allemande Oana Nechiti,.
En 2020, il enregistre Das Album avec Thomas Anders (chanteur du groupe Modern Talking), qui sera numéro 1 du Top albums en Allemagne.
En 2021, il de nouveau membre de l'émission Deutschland sucht den SupeStar aux côtés de la chanteuse néerlandaise Ilse DeLange et du producteur de musique germano-américain Toby Gad.

### Vie privée
Florian Silbereisen avait une liaison avec Michaela Storbl de 2003 à 2006, belle-sœur d'Andy Borg. En 2008 il officialisa sa relation avec la chanteuse de variétés Helene Fischer. Helena Fischer et Florian Silbereisent sont séparés depuis décembre 2018. Helene Fischer apparut pour la première fois à la télévision le 14 mai 2005 dans un duo avec Florian Silbereisen dans l'émission de ce dernier : Hochzeitsfest der Volksmusik.

## Filmographie
- 2006: König der Herzen (ARD)
- 2017: Das Traumschiff: Tansania (ZDF)

## Animation
- 2020 : Deutschland sucht den SuperStar (17e saison) : Juge remplaçant
- 2022 : même émission (19e saison), sur RTL : Juge

## Distinctions
- 1992 – Herbert-Roth-Preis für Junge Solistinnen und Junge Solisten
- 2004 – Brisant Brillant als Shooting Star des Jahres
- 2004 – Goldene Henne der Zeitschrift Superillu
- 2006 – Schlagerstar 2006
- 2006 – Aufnahme in den Signs of Fame Germany
- 2007 – Superkrone der Volksmusik
- 2013 – smago! Award
- 2016 – smago! Award
- 2016 – Bambi in der Kategorie Fernsehen
- 2017 – smago! Award
- 2017 - Goldene Henne in der Kategorie Entertainment